# 렌소 산체스
렌소 산체스(스페인어: Renzo Sánchez Veiga, 2004년 2월 14일~)는 우루과이의 축구 선수로, 나시오날과 우루과이 연령별 대표팀에서 수비수로 활동하고 있다.

## 구단 경력
2022년 9월 22일, 람플라 주니오르스와의   경기에서 후반 교체 선수로 투입되어 프로 데뷔를 했다.

## 국가대표팀 경력
2024년 1월, 2024년 CONMEBOL 프리올림픽 토너먼트의 우루과이 선수 명단에 이름을 올렸다.